# A State of Trance 2015
A State of Trance 2015 – dwunasta kompilacja z serii A State of Trance, holenderskiego DJ-a i producenta muzycznego Armina van Buurena. Wydana została 27 marca 2015 roku przez wytwórnię płytową Armada Music. 

## Lista utworów
Opracowano na podstawie materiału źródłowego.

### CD 1: On the Beach
| 1.  | Cosmic Gate & Emma Hewitt – "Going Home (Gareth Emery Remix) (Armin van Buuren’s Intro Mix)" | 4:41    |
|     |                                                                                              |         |
| 2.  | Protoculture – "Pegasus (Radio Edit)"                                                        | 2:44    |
|     |                                                                                              |         |
| 3.  | Dawn – "The Truth We Can’t Escape (Radio Edit)"                                              | 3:15    |
|     |                                                                                              |         |
| 4.  | Adam Szabo & Willem De Roo – "Looking Back (Radio Edit)"                                     | 2:56    |
|     |                                                                                              |         |
| 5.  | Orjan Nilsen – "The Edge (Radio Edit)"                                                       | 3:06    |
|     |                                                                                              |         |
| 6.  | DRYM – "Calipso (Radio Edit)"                                                                | 2:55    |
|     |                                                                                              |         |
| 7.  | Denis Kenzo & Sarah Lynn – "Ashes (Radio Edit)"                                              | 3:52    |
|     |                                                                                              |         |
| 8.  | Fabio XB & Liuck feat. Christina Novelli – "Step Into the Light (Radio Edit)"                | 3:36    |
|     |                                                                                              |         |
| 9.  | Ruben de Ronde feat. Victoria Ray – "Dreams Come True (DRYM Radio Edit) (Radio Edit)"        | 3:12    |
|     |                                                                                              |         |
| 10. | Ilan Bluestone – "Tesseract (Radio Edit)"                                                    | 3:56    |
|     |                                                                                              |         |
| 11. | Moiez & Alina Renae with Mike Shiver & Rapha – "What I Need (Ronski Speed Radio Edit)"       | 4:07    |
|     |                                                                                              |         |
| 12. | Mino Safy – "When the Sun Smiles (Radio Edit)"                                               | 3:56    |
|     |                                                                                              |         |
| 13. | Eximinds & Yan Space – "Atlas (Radio Edit)"                                                  | 2:58    |
|     |                                                                                              |         |
| 14. | Venom One & Tomas Heredia – "Moments (Radio Edit)"                                           | 2:47    |
|     |                                                                                              |         |
| 15. | Canberra & Astrid Suryanto – "Up (Mike Saint-Jules Radio Edit)"                              | 4:18    |
|     |                                                                                              |         |
| 16. | Timmus – "Still Alive (Radio Edit)"                                                          | 3:04    |
|     |                                                                                              |         |
| 17. | Alex M.O.R.P.H. feat. Natalie Gioia – "4Ever (Dub Radio Edit)"                               | 2:56    |
|     |                                                                                              |         |
| 18. | Simon Patterson feat. Matt Adey – "Time Stood Still (Radio Edit)"                            | 2:58    |
|     |                                                                                              |         |
|     |                                                                                              | 1:01:17 |
|     |                                                                                              |         |

### CD 2: In the Club
| 1.  | Armin van Buuren – "Together (In A State of Trance) (Intro Mix)"                           | 4:22    |
|     |                                                                                            |         |
| 2.  | Talemono – "Overload (Radio Edit)"                                                         | 3:11    |
|     |                                                                                            |         |
| 3.  | Alexander Popov – "Multiverse (Radio Edit)"                                                | 2:50    |
|     |                                                                                            |         |
| 4.  | Andrew Rayel – "Find Your Harmony (Driftmoon Stellar Radio Edit)"                          | 3:25    |
|     |                                                                                            |         |
| 5.  | Craig Connelly & Dan Thompson – "Welcome to Earth (Radio Edit)"                            | 3:44    |
|     |                                                                                            |         |
| 6.  | Faruk Sabanci – "Albino (Radio Edit)"                                                      | 3:10    |
|     |                                                                                            |         |
| 7.  | Fisherman & Hawkins and Gal Abutbul – "United (Radio Edit)"                                | 3:07    |
|     |                                                                                            |         |
| 8.  | Armin van Buuren & Mark Sixma – "Panta Rhei (Radio Edit)"                                  | 2:55    |
|     |                                                                                            |         |
| 9.  | Eximinds & Vigel – "Handprint (Radio Edit)"                                                | 3:33    |
|     |                                                                                            |         |
| 10. | Arisen Flame & Driftmoon – "Live Your Dream (Radio Edit)"                                  | 3:29    |
|     |                                                                                            |         |
| 11. | Gaia – "Carnation (Radio Edit)"                                                            | 3:01    |
|     |                                                                                            |         |
| 12. | Jorn van Deynhoven – "Freaks (Festival Radio Edit)"                                        | 3:23    |
|     |                                                                                            |         |
| 13. | Gaia – "In Principio (Radio Edit)"                                                         | 3:13    |
|     |                                                                                            |         |
| 14. | Gai Barone – "Mr. Slade (Solarstone Pure Radio Edit)"                                      | 3:17    |
|     |                                                                                            |         |
| 15. | Standerwick & Philippe El Sisi feat. Ana Criado – "Magic Light (Radio Edit)"               | 3:23    |
|     |                                                                                            |         |
| 16. | Armin van Buuren presents Rising Star feat. Betsie Larkin – "Safe Inside You (Radio Edit)" | 3:23    |
|     |                                                                                            |         |
| 17. | Allen Watts – "Gravity (Radio Edit)"                                                       | 3:05    |
|     |                                                                                            |         |
| 18. | Dan Stone – "Proteus (Radio Edit)"                                                         | 2:52    |
|     |                                                                                            |         |
| 19. | Aly & Fila feat. Roxanne Emery – "Shine (Club Radio Edit)"                                 | 3:25    |
|     |                                                                                            |         |
|     |                                                                                            | 1:02:48 |
|     |                                                                                            |         |

## Pozycje na listach
| Państwo    | Notowania (2015)    | Najwyższa pozycja |
| ---------- | ------------------- | ----------------- |
| Holandia   | Combi Album Top 100 | 2                 |
| Holandia   | Compilation Top 30  | 2                 |
| Szwajcaria | Compilations Top 20 | 9                 |